# 佩朗塞莱维约穆兰
佩朗塞莱维约穆兰（法語：Perrancey-les-Vieux-Moulins，法語發音：[peʁɑ̃sɛ le vjø mulɛ̃]）是法国上马恩省的一个市镇，属于朗格勒区。

## 地理
佩朗塞莱维约穆兰（47°51'51"N, 5°16'11"E）面积17.26 平方千米，位于法国大東部大區上马恩省，该省份为法国东北部内陆省份，北起马恩省和默兹省，西接奥布省，西南接科多尔省，东南接上索恩省，东临孚日省。
与佩朗塞莱维约穆兰接壤的市镇（或旧市镇、城区）包括：库尔塞勒昂蒙塔涅、朗格勒、努瓦当勒罗舍、圣谢尔格、圣若姆。

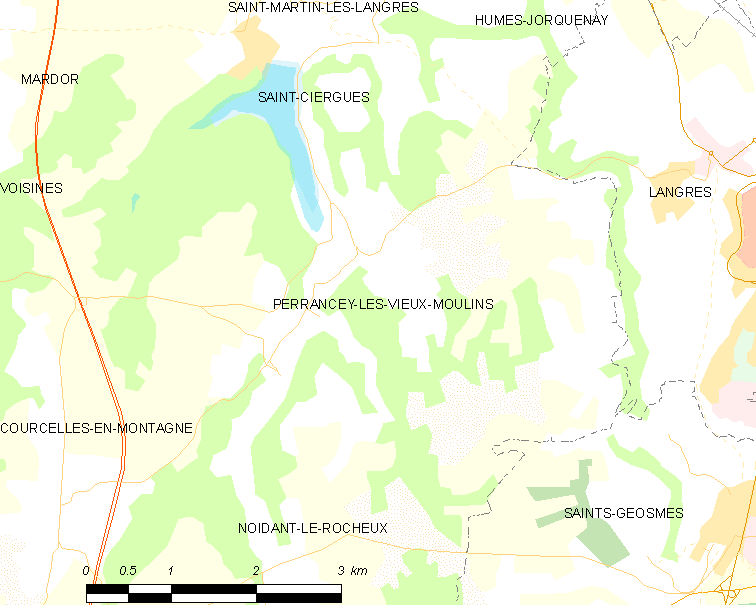
佩朗塞莱维约穆兰的OSM定位图

佩朗塞莱维约穆兰的时区为UTC+01:00、UTC+02:00（夏令时）。

## 行政
佩朗塞莱维约穆兰的邮政编码为52200，INSEE市镇编码为52383。

## 政治
佩朗塞莱维约穆兰所属的省级选区为朗格勒县。

## 人口

1962-2008年间佩朗塞莱维约穆兰人口变化图示

佩朗塞莱维约穆兰于2022年1月1日时的人口数量为295人。